# Macroagelaius
Macroagelaius es un géneros de aves, de la familia de los ictéridos .

## Lista de especies
Según la clasificación del Congreso Ornitológico Internacional (versión 2.11, 2012), este género está conformado por dos especies:
- Macroagelaius imthurni, cocha de Soatá o chango de montaña.
- Macroagelaius subalaris, moriche de tepuy o chango de los tepuyes.